# Йешей Пенжор
Йешей Пенжор (англ. Yeshey Penjor; род. в 1964 году) — бутанский политик, занимающий пост министра сельского хозяйства и лесов Бутана с ноября 2018 года. Член Национальной ассамблеи Бутана.

## Биография
Йешей Пенжор родился в 1964 году. Окончил Азиатский Технологический институт в Таиланде, получив степень магистра наук в области окружающей среды и менеджмента.
До прихода в политику Пенжор был директором проекта «Зелёные государственные закупки» и советником по политике в области изменения климата в Программе развития ООН и в Национальной комиссии по окружающей среде.
Пенжор является членом социально-демократической партии «Объединённая партия Бутана». На выборах 2018 года Пенжор был избран в Национальную ассамблею Бутана. 3 ноября 2018 года премьер-министр Лотай Церинг объявил состав своего нового кабинета и назначил Пенжора министром сельского хозяйства и лесов.